# Brigantine (Schiffstyp)

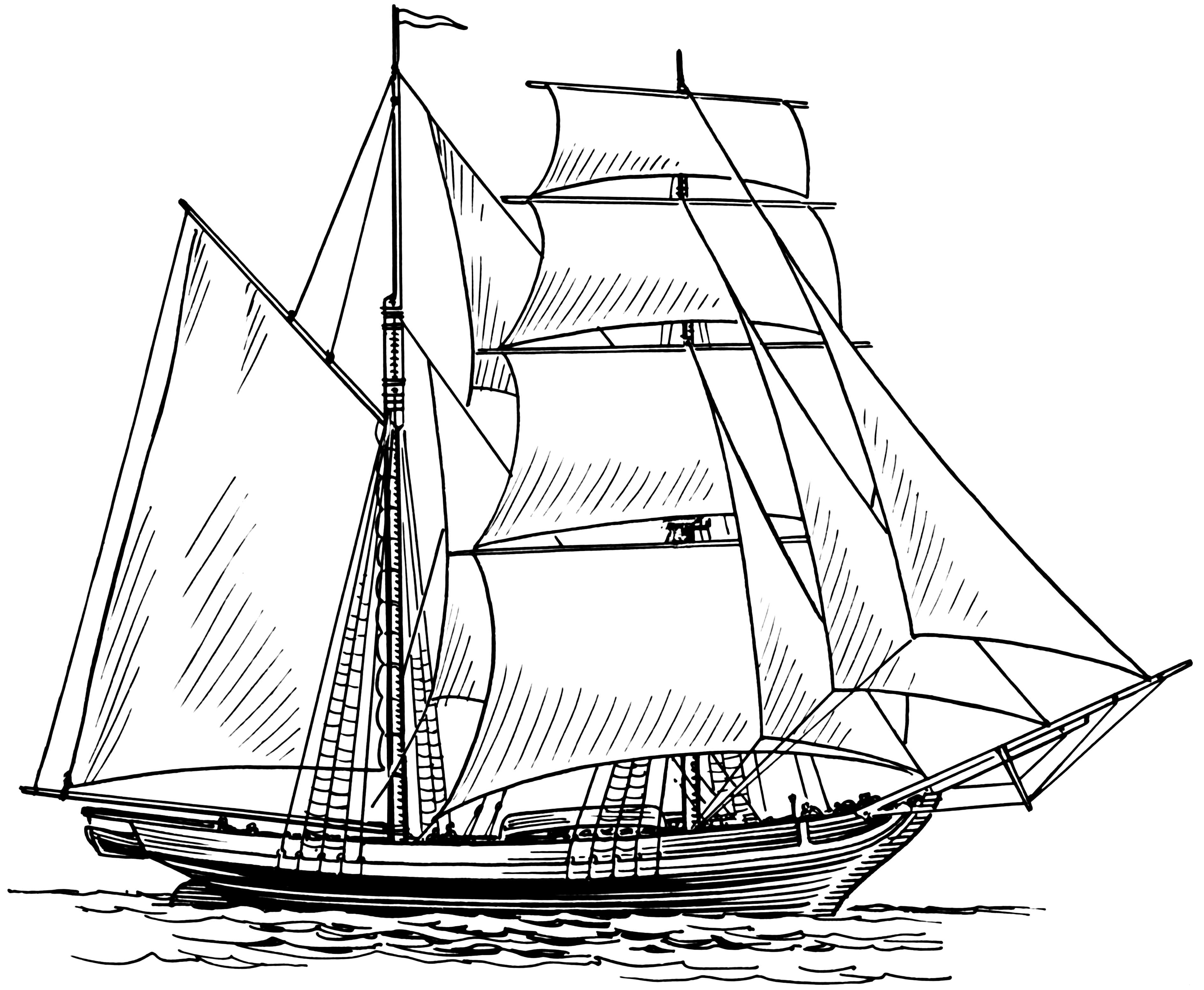
Segelplan einer Schonerbrigg

Takelage der Schonerbrigg Falado von Rhodos vor Split

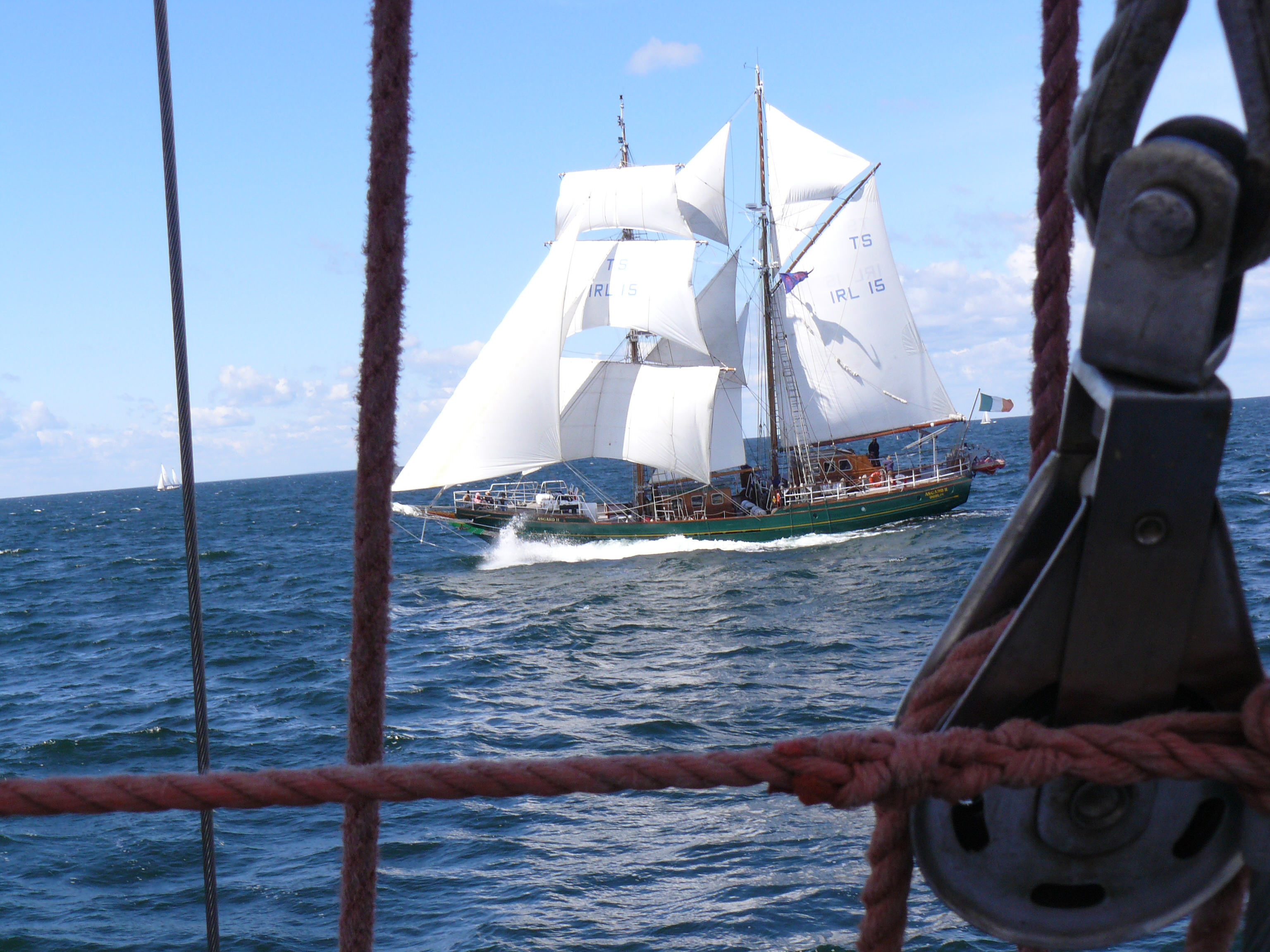
Irische Schonerbrigg Asgard II unter Vollzeug

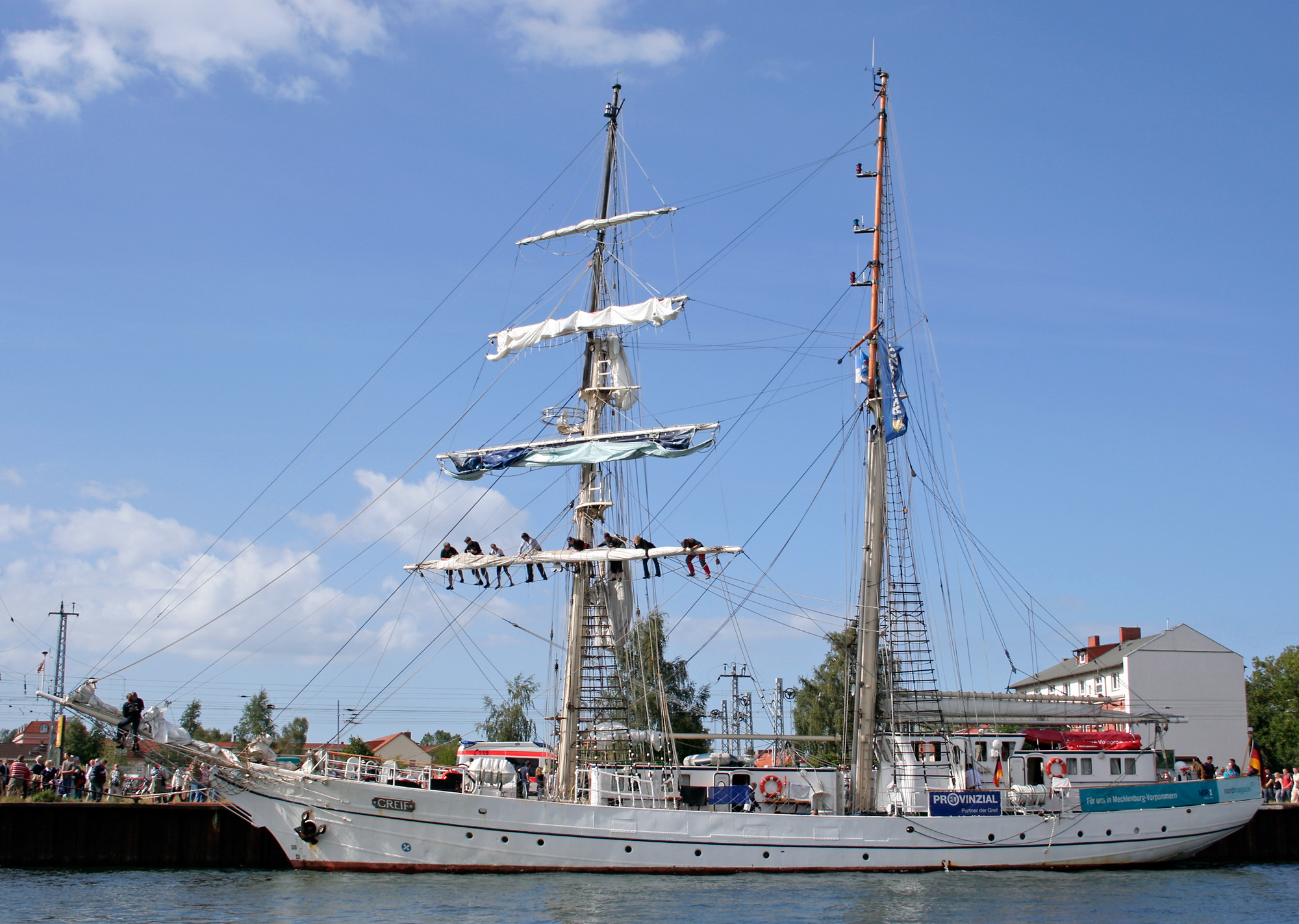
Die deutsche Schonerbrigg Greif (ex. Wilhelm Pieck) auf der Hanse Sail 2008

Eine Brigantine (Schonerbrigg) ist ein Segelschiff mit zwei Masten, dessen vorderer als Fockmast und der hintere als Großmast bezeichnet wird. Am Fockmast führt eine Brigantine Rahsegel; am Großmast führt sie teilweise oder ausschließlich Schratsegel.
Die Brigantine stellt daher eine Mischform aus Brigg und Schoner dar. Sie kann durch ihre Rahsegel Wind von hinten (raumen Wind) besser ausnutzen als ein Schoner; außerdem kann sie durch ihre Schratsegel höher am Wind segeln als eine Brigg, das heißt, sie kann besser „schräg gegen den Wind“ segeln.

## Untertypen der Brigantine
Je nach Takelung werden verschiedene Segelschiffstypen unterschieden, die heute zusammenfassend als Brigantine bezeichnet werden.

### Schonerbrigg oder Halbbrigg
Die Schonerbrigg, auch Halbbrigg genannt, führt am Großmast nur Schratsegel; das kann entweder ein Gaffelsegel mit gegebenenfalls darüber gesetztem Toppsegel oder ein dreieckiges Bermudasegel sein.
Als Schonerbriggs getakelte, bauchige Frachtsegler gab es schon im Holland des 17. Jahrhunderts. Bis zur Mitte des 19. Jahrhunderts wurden in Europa und Nordamerika zahlreiche Schonerbriggs mit 100 bis 300 BRT gebaut. Ein moderner Vertreter dieses Schiffstyps ist die zu DDR-Zeiten gebaute deutsche Schonerbrigg Greif (früher Wilhelm Pieck) oder die 1968 auf Rhodos gebaute und im August 2013 gesunkene deutsche Schonerbrigg Falado von Rhodos.

### Dreiviertelbrigg
Die als Dreiviertelbrigg bezeichneten Brigantinen führen auch am Großmast über dem Gaffelsegel weitere Rahsegel.

### Grippa oder Grippo
Der als Grippa (oder italienisch Grippo, französisch Gripe) bezeichnete Schiffstyp aus dem 15. und 16. Jahrhundert wird oft nur als eine Art von der Brigantine beschrieben.
Nach Dudszus waren diese Schiffe etwa 17 m lang und bis zu vier Meter breit und dienten der Fischerei und dem Transport von Lasten im nördlichen Mittelmeer, zum Teil auch bewaffnet. Vom ursprünglich aus Venedig stammenden Schiffstyp der Grippa wurde möglicherweise die Gripparia abgeleitet, die noch kleiner als eine Fusta war.

## Frühere Bedeutung des Wortes
Ursprünglich wurde unter einer Brigantine ein kleineres Segelkriegsschiff verstanden, das auch gerudert werden konnte. Die Besegelung bestand aus Lateinersegeln. Bug und Heck waren gegenüber den Galeeren erhöht, so dass dieser Schiffstyp einen Vorteil bei der Verteidigung hatte und zugleich seetüchtiger war. Dieser Typ war ab dem 16. Jahrhundert insbesondere im Mittelmeerraum verbreitet.
Ende des 17. Jahrhunderts wurde die Bezeichnung in Nordwesteuropa auf zweimastige, rahgetakelte Segelschiffe übertragen. Seit dem 19. Jahrhundert entstand die heutige Bedeutung des Wortes Brigantine.